# Persone di cognome Huang
| Questa pagina contiene informazioni ricavate automaticamente dalle voci biografiche con l'ausilio del template Bio e di un bot. L'aggiornamento è periodico e automatico e ricostruisce completamente la pagina. Se manca una persona in questa lista, sei pregato di non aggiungerla, ma accertati piuttosto che la sua voce biografica contenga il template Bio e che i dati anagrafici siano correttamente compilati. Se il template Bio manca, inseriscilo tu stesso o, in alternativa, metti l'avviso {{tmp\|Bio}} che ne segnala la mancanza. Se i dati riportati sono sbagliati, correggi direttamente la voce biografica; le modifiche saranno visibili in questa lista entro pochi giorni. Per chiarimenti vedi il progetto antroponimi. La lista contiene solo le 65 persone che sono citate nell'enciclopedia e per le quali è stato implementato correttamente il template Bio. Pagina aggiornata al 17 ott 2024. |

Questa è una lista di persone presenti nell'enciclopedia che hanno il cognome Huang, suddivise per attività principale.

## Allenatori di calcio(1)
- Huang Hongtao, allenatore di calcio e ex calciatore cinese (Canton, n. 1970)

## Astisti(1)
- Huang Bokai, astista cinese (Shaowu, n. 1996)

## Attivisti(1)
- Huang Qi, attivista cinese (n. 1963)

## Attori(2)
- Ehlo Huang, attore e cantante taiwanese (Taiwan, n. 1977)
- Huang Xiaoming, attore, cantante e modello cinese (Qingdao, n. 1977)

## Attrici(2)
- Tina Huang, attrice statunitense (Dallas, n. 1981)
- Huang Zongying, attrice e scrittrice cinese (Pechino, n. 1925 - Pechino, † 2020)

## Calciatori(5)
- Huang Bowen, ex calciatore cinese (Changsha, n. 1987)
- Huang Chong, ex calciatore cinese (n. 1963)
- Huang Qineng, ex calciatore cinese (Beihai, n. 1966)
- Huang Xiangdong, ex calciatore cinese (Dalian, n. 1958)
- Huang Yong, ex calciatore cinese (Changchun, n. 1978)

## Canottiere(1)
- Huang Wenyi, canottiera cinese (n. 1991)

## Cantanti(4)
- Huang Hong Sheng, cantante, attore e showman taiwanese (Taipei, n. 1983 - Taipei, † 2020)
- Stanley Huang, cantante e attore taiwanese (Taipei, n. 1974)
- Sunnie Huang, cantante, attrice e conduttrice televisiva taiwanese (Kaohsiung, n. 1981)
- Victor Huang, cantante malese (Kuala Lumpur, n. 1972)

## Cantautori(1)
- Huang Zitao, cantautore, rapper e produttore discografico cinese (Tsingtao, n. 1993)

## Cestiste(8)
- Huang Hongpin, ex cestista cinese (Nanning, n. 1989)
- Huang Jing, cestista cinese (Shanghai, n. 1985)
- Huang Kuan-ya, ex cestista taiwanese (n. 1969)
- Huang Shiau-jie, ex cestista taiwanese (Taipei, n. 1977)
- Huang Shu-hsia, ex cestista taiwanese (n. 1959)
- Huang Sijing, cestista cinese (Meizhou, n. 1996)
- Huang Ya-chen, ex cestista taiwanese (n. 1969)
- Huang Yu-lan, ex cestista taiwanese (n. 1958)

## Cestisti(2)
- Huang Pinjie, ex cestista cinese (n. 1947)
- Huang Yunlong, ex cestista cinese (Quanzhou, n. 1960)

## Direttori d'orchestra(1)
- Huang Yijun, direttore d'orchestra e compositore cinese (Suzhou, n. 1915 - † 1995)

## Fisici(1)
- Kerson Huang, fisico e traduttore cinese (Nanning, n. 1928 - † 2016)

## Generali(2)
- Huang Chieh, generale e politico cinese (Changsha, n. 1902 - Taipei, † 1995)
- Huang Xing, generale cinese (Huangxing, n. 1874 - Shanghai, † 1916)

## Ginnaste(3)
- Huang Huidan, ginnasta cinese (Liuzhou, n. 1996)
- Huang Qiushuang, ex ginnasta cinese (Xiangyang, n. 1992)
- Huang Shanshan, ex ginnasta cinese (Fujian, n. 1986)

## Ginnasti(1)
- Huang Xu, ginnasta cinese (Nantong, n. 1979)

## Giocatori di badminton(1)
- Huang Yuxiang, giocatore di badminton cinese (Hangzhou, n. 1993)

## Giocatori di baseball(2)
- Huang Chung-Yi, ex giocatore di baseball taiwanese (Hualien, n. 1967)
- Huang Wen-Po, ex giocatore di baseball taiwanese (n. 1970)

## Giocatrici di badminton(2)
- Huang Hua, ex giocatrice di badminton cinese (Hechi, n. 1969)
- Huang Sui, ex giocatrice di badminton cinese (Hunan, n. 1982)

## Giornalisti(1)
- Huang Jianxiang, giornalista cinese (n. 1968)

## Imprenditori(1)
- Jen-Hsun Huang, imprenditore e ingegnere elettrico statunitense (Tainan, n. 1963)

## Inventrici(1)
- Huang Daopo, inventrice cinese († 1330)

## Lunghisti(1)
- Huang Changzhou, lunghista cinese (Deyang, n. 1994)

## Nuotatori(1)
- Huang Wenpan, nuotatore cinese (Meishan, n. 1995 - † 2018)

## Nuotatrici(2)
- Huang Xiaomin, ex nuotatrice cinese (Qiqihar, n. 1970)
- Huang Xuechen, sincronetta cinese (Shanghai, n. 1990)

## Pallanuotisti(1)
- Huang Ying, ex pallanuotista cinese (n. 1957)

## Pesiste(1)
- Huang Zhihong, ex pesista cinese (Lanxi, n. 1965)

## Pianiste(1)
- Helen Huang, pianista giapponese (Ibaraki, n. 1982)

## Pittori(1)
- Huang Gongwang, pittore cinese (Pingjiang, n. 1269 - † 1354)

## Politici(2)
- Huang Ju, politico cinese (n. 1938 - † 2007)
- Huang Taiji, politico e condottiero cinese (n. 1592 - † 1643)

## Registi(2)
- Huang Jianxin, regista e produttore cinematografico cinese (Xi'an, n. 1954)
- Huang Weikai, regista e fotografo cinese (Guangdong, n. 1972)

## Schermidori(2)
- Huang Liangcai, schermidore cinese (n. 1984)
- Huang Mengkai, schermidore cinese (n. 1997)

## Schermitrici(1)
- Huang Haiyang, schermitrice cinese (n. 1985)

## Soprani(1)
- Ying Huang, soprano cinese (Shanghai, n. 1968)

## Storici(1)
- Huang Xianfan, storico, etnologo e antropologo cinese (Guangxi, n. 1899 - Guilin, † 1982)

## Tiratrici a segno(1)
- Huang Yuting, tiratrice a segno cinese (Pechino, n. 2006)

## Tuffatori(1)
- Huang Jianjie, tuffatore cinese (n. 2010)

## Senza attività specificata(2)
- Huang Chih-hsiung, ex taekwondoka taiwanese (n. 1976)
- Huang Shiping, ex tiratore a segno cinese (n. 1963)